# Bernardos
Bernardos település Spanyolországban, Segovia tartományban. Bernardos Carbonero el Mayor, Armuña, Santa María la Real de Nieva, Migueláñez és Navas de Oro községekkel határos. Lakosainak száma 463 fő (2024).

## Népesség
A település népessége az elmúlt években az alábbi módon változott:
| Lakosok száma | 711  | 670  | 612  | 596  | 603  | 550  | 518  | 476  | 489  | 463  |
|               | 2001 | 2004 | 2007 | 2009 | 2012 | 2014 | 2017 | 2019 | 2022 | 2024 |